# Muiredach mac Eochada
Muiredach mac Eochada (mort en 839) est un roi d'Uliad issu du Dal Fiatach. Il est le fils de 
Eochaid mac Fiachnai, un précédent souverain. et règne de 825 à 839.

## Biographie
Son père est défait lors d'un combat par son propre frère Cairell mac Fiachnai et meurt la même année. Cairell devient alors roi d'Ulaid. En 819 Muiredach venge son père lorsqu'il défait et tue Cairell dans une escarmouche. Cet acte lui permet d'accéder au royaume 
de Dal Fiatach mais il n'obtient pas le titre de roi d'Ulaid qui revient à Máel Bressail mac Ailello (mort en  825) du Uí Echach Cobo. Muiredach monte finalement sur le trône d'Ulaid en 825. 
Les Viking ont commencer leurs razzias en Irlande et l'Ulster est l'une de leurs premières cibles. L'abbaye de Bangor est attaquée en 823 et en 824, et en 825 les Norvégiens pillent le monastère royal du Dal Fiatach de Dún Lethglaise (Downpatrick) et ils incendient Mag nBili (Moville) un autre établissement monastique dans l'actuel comté de Down. Cependant, les Ulaid réussissent à infliger une défaite aux Norvégiens à  Mag Inis (Lecale) la même année. Les raids des Viking s'étendent à  Loch Bricrenn (Loughbrickland, actuel comté de Down) dans les domaines des Uí Echach Cobo en 833.
En 827, un conflit relatif à un l'important établissement religieux d'Armagh provoque une guerre. Cummascach mac Cathail des Uí Cremthainn, roi d'Airgíalla, expulse Éogan Mainistrech le confesseur du roi Ailech d'Armagh, pour y installer son propre demi-frère, Artrí mac Conchobair comme abbé d'Armagh. Le roi d'Ailech Niall Caille mac Áeda de la lignée des Ui Neill du nord lève une armée et marche sur Armagh. Muiredach donne son appui à Cummascah et joint ses forces à celes de l'Airgíalla. Il en résulte une bataille à Leth Cam, près de l'actuel Kilmore, dans le comté d'Armagh. qui est une victoire décisive pour Niall et les Uí Néill du nord. Cummascach et son frère Congalach sont tués pendant que Muiredach réussit à s'échapper. La défaite brise la puissance du royaume d'Airgíalla qui sera désormais assujetti aux rois de Uí Néill du nord. Artrí est déposé du siège d'Armagh et Niall y réinstalle Éogan Mainistrech. L'hostilité envers les Ui Neill provoque le meurtre du fils de Niall Caille, Cináed, qui est tué par les Ulaid en 835.
Les Annales d'Innisfallen notent la mort d'Indrechtach mac Tommaltaig du Leth Cathail (Lecale) lignée cadette du  Dal Fiatach et corégent d'Ulaid en 835. Cette mention n'est cependant pas confirmée par les autres sources. 
En 839 Muiredach est tué par ses propres parents désignés comme ses frères Áed et Óengus. Dans l'entrée il est dénommé « Roi de la province de Conchobar » une autre manière de désigner l'Ulster. Son fils Matudán mac Muiredaig (mort en 857) lui succède. Sa fille Gormalaith Rapach ("la Dure") épouse Áed Findliath l'Ard ri Erenn d'Irlande.

## Généalogie
- Eochaid mac Fiachnai, († 810) [13] :
  - Muiredach mac Eochada   († 839)
    - 
      - Matudán mac Muiredaig
      - Gormalaith Rapach, († 840)  épouse  Áed Findliath

  - Áed mac Eochada († 839)
    - Ainbíth mac Áedo
    - Eochocán mac Áedo
    - Airemón mac Áedo

  - Óengus mac Eochada (Floruit 839)

## Sources
- Annales d'Ulster sur  sur University College Cork
- Annales de Tigernach sur  sur University College Cork
- Annales fragmentaires d'Irlande sur CELT: Corpus of Electronic Texts sur University College Cork
- (en) Byrne, Francis John (2001), Irish Kings and High-Kings, Dublin: Four Courts Press  (ISBN 978-1-85182-196-9)
- (en) Charles-Edwards, T. M. (2000), Early Christian Ireland, Cambridge: Cambridge University Press  (ISBN 0-521-36395-0)
- (en) Mac Niocaill, Gearoid (1972), Ireland before the Vikings, Dublin: Gill and Macmillan
- (en) Dáibhí Ó Cróinín (2005), A New History of Ireland, Volume One, Oxford: Oxford University Press